# Wortbildung und Wortarten im Spanischen
Die Wortbildung im Spanischen, formación de palabras ist  Gegenstand der linguistischen Morphologie, morfología lingüística. Als Wortbildung bezeichnet man sprachliche Verfahren, mit denen neue, komplexe Wörter (Lexeme) auf der Basis schon vorhandener sprachlicher Mittel erzeugt werden. Diese sprachlichen Mittel können einfache und komplexe Wörter, Morpheme und Affixe sein.
Unter einer Wortart oder -klasse, categoría morfosintáctica als einer lexikalischen Kategorie versteht man die Klasse von Wörtern einer Sprache auf Grund der Zuordnung nach gemeinsamen grammatischen Merkmalen.

## Wortbildung,formación de palabras
Wortbildung ist neben Bedeutungswandel, cambio léxico-semántico und Entlehnung, préstamo lingüístico eine der wesentlichen Formen der Wortschatzerweiterung. Als solche handelt es sich um Verfahren der lexikalischen Innovation.
Menschen sind zu jeder Zeit, in jeder Epoche und in einer sich ständig verändernden Umgebung und Umwelt aufgefordert, auf den Tatbestand fehlender Worte bzw. sprachlicher Ausdrucksmittel durch einen ununterbrochenen Ausbau des Wortschatzes zu reagieren, procesos de formación de palabras. Für die Produktion neuer Wörter aus vorhandenen Wörtern, also die Wortbildung, formación de palabras, werden zwei Varianten unterschieden:
- Wortableitung (Derivation, derivación);
- Wortzusammensetzung (Komposition, composición) und
- Parasynthese, parasíntesis.[4]

Die Derivation kennzeichnet sich dadurch, dass sich auf morphologischer Ebene ein Lexem mit einem oder mehreren Affixen zu einer neuen Einheit des spanischen Wortschatzes verbindet. Bei der Komposition bildet sich ein neues Wort aus der Verbindung mindestens zweier bereits vorhandener Wörter (bzw. Wortstämme).
- Bei der Wortableitung oder Derivation, derivación verbindet sich ein Basislexem, base lexemática mit nur einem oder aber auch mehreren Affixen zu einem neuen Wort.
  - Derivation = Basislexem + Affix

Deshalb können Affixe, afijos je nach ihrer Position im Bezug auf das Basislexem gegliedert werden in:
- - Präfixe, prefijos vor dem Basislexem: im-puro, im-posible;
  - Infixe, infijos oder Interfixe inmitten des Basislexems: buen-ec-ito
  - Suffixe, sufijos nach dem Basislexem: internacio-al

Zusätzlich besteht die Möglichkeit, mehrere Affixe für die Wortbildung zu kombinieren: des-nacion-al-izar.
- Bei der Komposition, composición werden zwei und unter Umständen auch mehrere autonome Lexeme zu einem neuen Wort verbunden.[9]
  - Komposition = Lexem + Lexem + (n-Lexeme)

Im Spanischen gibt es verschiedene Wortkombinationsmöglichkeiten:
- Verb und Substantiv, verbo + sustantivo: saca-corchos, abre-latas, agua-fiestas.
- Substantiv und Adjektiv, sustantivo + adjetivo: agua-marina, campo-santo, paso-doble, pelir-rojo, boqui-abierto, cari-lleno.
- Adjektiv und Substantiv, adjetivo + sustantivo: extrema-unción. media-noche, salvo-conducto, bajor-relieve.
- Substantiv und Substantiv, sustantivo + sustantivo: boca-calle, coli-flor, sueldo base, casa cuna, moto-carro, hombre lobo, hispano-hablante.
- Adjektiv und Adjektiv, adjetivo + adjetivo: sordo-mudo, verdi-azul, agri-dulce, alti-bajo.
- Adverb und Adjektiv, adverbio + adjetivo: biem-pensante.
- Substantiv und Verb, sustantivo + verbo: faz-ferir.
- Pronomen und Verb, pronombre + verbo: cual-quiera, que-hacer, quien-quiera.
- Verb und Verb, verbo + verbo: duerme-vela.[10]

Eine andere Form der „Wortneubildung“ ist die Bedeutungserweiterung. So können die Sprecher einer Sprachgemeinschaft auf die Anforderungen einer sich ständig verändernden Umgebung durch die Änderung der Bedeutung bzw. durch den Bedeutungswandel von bereits in ihrer Sprache existierenden Worten durch deren Bedeutungserweiterung reagieren. So hat etwa das Wort „pantalla“ die ursprüngliche Bedeutung eines „Schirms“ oder Schutzes zum Gegenstand. Mit den Anforderungen erweiterte sich seine Bedeutung später zu „Kinoleinwand“, „Bildschirm“ oder „Display“.
Eine weitere Möglichkeit der Wortneubildung stellt die Nominalisierung und deren Gegenteil, die Denominalisierung dar.
Im Bereich der Lehnwörter bzw. Entlehnung, préstamo lingüístico, so etwa in der Begrifflichkeit der elektronischen Datenverarbeitung, zeigt sich ein großer Einfluss der englischen Sprache. So weist vor allem der Internet-Wortschatz im Spanischen eine hohe Anzahl von Anglizismen oder angloamerikanisch geprägten spanischen Wortschöpfungen auf.
Nicht unerwähnt bleiben soll:
- die Aphärese, aféresis, die Tilgung von Sprachlauten am Wortanfang. – Beispiel: bus für autobús.
- die Apokopierung, apócope, der Wegfall von Sprachlauten am Wortende. – Beispiel: cine für cinema.
- die Kontraktion, contracción, die Zusammenziehung von Sprachlauten im Wort. – Beispiel: docudrama aus documento und drama.
- die Epenthese, epéntesis, die Ergänzung um einen Sprachlaut zur Erleichterung der Aussprache. – Beispiel: toballa für toalla.

## Wortarten,categorías morfosintácticas
Die Wortartlehre versucht eine Klassifizierung der lexikalisch-grammatischen Einheiten einer Sprache.
Die Wortart ist zu unterscheiden von der syntaktischen Funktion (Satzfunktion) eines Wortes wie Subjekt, Objekt, Adverbial, Attribut usw.
Wörter können also nach ihrer Bedeutung (semantisch), nach ihrer Form (morphologisch) oder nach ihrer Verwendung im Satz (syntaktisch) eingeteilt werden.
Die Wortarten des Spanischen lassen sich wie überall in lexikalische und grammatische Wörter einteilen, also in etwa Inhaltswörter und Funktionswörter.
In beiden Klassen finden sich flektierbare, conjugable und unveränderliche Wörter:
| Bedeutung, Funktion ↓ | Formen, Klassen        | Formen, Klassen                                           |                                                           |
| Bedeutung, Funktion ↓ | flektierbar            | flexionslos                                               |                                                           |
| --------------------- | ---------------------- | --------------------------------------------------------- | --------------------------------------------------------- |
| Lexikalisch           | Substantiv, sustantivo | Zahlwort, nombre numeral                                  | Zahlwort, nombre numeral                                  |
| Lexikalisch           | Adjektiv, adjetivo     | Adverb, adverbio                                          | Adverb, adverbio                                          |
| Lexikalisch           | Verb, verbo            | Partikel, partícula gramatical Interjektion, interjección | Partikel, partícula gramatical Interjektion, interjección |
| Grammatikalisch       | Artikel, artículo      | Präposition, preposición                                  |                                                           |
| Grammatikalisch       | Pronomen, pronombre    | Konjunktion, conjunción                                   |                                                           |

### Einteilungen
Ein Wort kann aus verschiedenen Blickrichtungen oder wissenschaftlichen Ansätzen her untersucht werden, so nach:
- phonologischen Kriterien, criterio fonológico.
- morphologischen Kriterien, criterio morfológico.
- funktionalen Kriterien, criterio funcional.
- semantischen Kriterien, criterio semántico.

Ein Wort, palabra setzt sich morphologisch aus bedeutungstragenden Einheiten, den Morphemen, morfemas zusammen. Für diese Morpheme lassen sich semantisch und funktionell zwei Klassen konstruieren:
- die lexikalischen Morpheme (Lexeme),  morfemas léxicos und
- die grammatischen Morpheme, morfemas gramaticales.

Vereinfachend kann man sagen: Lexeme (lexikalische Inhaltsmorpheme) beschreiben oder versprachlichen bevorzugt Tatbestände, Dinge, Handlungen, Eigenschaften. Grammatische Morpheme (grammatikalische Funktionsmorpheme) hingegen zeigen die Beziehungen zwischen diesen Tatbeständen und Sachverhalten; sie geben ferner abstraktere Bedeutungskategorien ihren Ausdruck, so etwa Genus, Numerus, Tempus.
Worte weisen also entweder eine mehr lexikalische oder aber grammatische Bedeutung auf. Mit den lexikalischen Wortklassen vermittelt der Sprachproduzent in einem Text oder im gesprochenen Wort die semantische Hauptinformation an den Empfänger, hingegen sind die grammatischen Wortklassen bzw. -einheiten mehr Funktionszeichen. Dabei ist die Gruppe der grammatischen Einheiten, hierzu treten auch Flexionsmorpheme, Funktionswörter (etwa Strukturverben), Affixe usw., in ihrer Anzahl weitaus beschränkter als die lexikalischen Worteinheiten.